# Сан Поло (Арецо)
Сан Поло је насеље у Италији у округу Арецо, региону Тоскана.
Према процени из 2011. у насељу је живело 219 становника. Насеље се налази на надморској висини од 303 м.